# Llista d'embassaments de Tunísia
Els embassaments de Tunísia són:
- Ben Métir
- Embassament de Bezirk
- Bir M'chergua
- Bou Heurtma
- Chiba
- El Houareb
- Ghdir El Goulla
- Ghezala
- Embassament d'Hajar
- Joumine
- Kasseb
- Lakhmess
- Lebna
- Masri
- Mellègue
- Mornaguia
- Nebhana
- Rmel
- Sejnane
- Sidi El Barrak
- Sidi Saad
- Sidi Salem
- Sidi Yaich
- Siliana
- Zouitina